# Michel Callon
Michel Callon (1945 – 28 de julho de 2025) foi professor de sociologia na École des Mines de Paris e investigador no Centre de Sociologie de l'Innovation, na França.
A sua principal contribuição teórica foi ter elaborado juntamente com Bruno Latour e John Law a actual e inovadora teoria ator-rede (TAR), teoria essa que consiste na progressiva constituição de uma rede na qual actores humanos e não humanos assumem identidades de acordo com a sua estratégia de interacção. As qualidades e identidades dos actores ("actantes", nos termos da TAR) são definidas por meio de processos de negociação entre actores humanos e não humanos que são ambos encarados como variáveis na análise da actividade científica.

## Ligação externa
- Michel Callon's site oficial da Universidade